# Янушковский, Иван Иванович
Ива́н Ива́нович Янушко́вский (2 [15] мая 1913 года, деревня Пыжи, Витебская губерния, Российская империя — 18 сентября 1944 года) — командир 254-го миномётного полка 27-й Ленинградской бригады (1944), гвардии майор, Герой Советского Союза (1945, посмертно).

## Биография
Уроженец деревни Пыжи Витебского уезда Витебской губернии. Родился в старообрядческой крестьянской семье. На службе в РККА с 1932, окончил 2-е Киевское военное училище в 1939 году. С октября 1941 года — на фронте, а с августа 1941 года — в передовых частях Западного, Ленинградского, 2-го Украинского фронтов, сталинградец.
Погиб 18 сентября 1944 года в Румынии в районе города Арад. При выдвижении колонны артполка на позиции штаб полка был атакован группой венгерских автоматчиков численностью до усиленной роты. Янушковский лично возглавил группу бойцов и работников штаба, отсекавшую нападающих, окруживших штаб, от колонны, и отстоявшую штаб и знамя полка. Погиб в этом бою. Звание Героя Советского Союза присвоено посмертно в 1945 году. Урна с прахом захоронена в Витебске.

## Награды
Награждён орденом Ленина, орденами Красного Знамени, Отечественной войны 1-й степени, медалями.

## Память
- Имя Героя носит одна из улиц Витебска.